# Jonas Magni (kyrkoherde)
Jonas Magni, född 1582 i Hult, död 16 augusti 1659 i Visingsö, var en svensk präst och kyrkoherde i Gränna församling och i Visingsö församling. Han var även prost över Visingsborgs grevskap.

## Biografi
Jonas Magni blev 1619 kyrkoherde i Gränna församling och tillträdde 25 juli samma år. År 1643 utsågs han av Per Brahe d.y. till kyrkoherde i Visingsö församling och blev samtidigt prost över Visingsborgs grevskap. Som representant för prästeståndet bevistade han även riksdagarna 1634 och 1643. Jonas Magni avled 16 augusti 1659 på Visingsö och begravdes troligen i Gränna kyrka. Där hade han två år före sin flytt till Visingsö förberett en gravsten till sig och sin hustru.

## Familj
Jonas Magni var son till bonden Måns Jönsson i Skeppsås i Hults socken. År 1610 gifte han sig med Karin Joensdotter Höök (död 1652), dotter till kyrkoherde Jonas Petri Höök i Burseryd. De fick tillsammans barnen Jonas (född 1622), Maria, Anna, en dotter, Samuel, Judit, Magnus, Daniel, Daniel. Jonas, Samuel, Johannes, Gabriel, Gustavus, Elias, Anna, Elisabet, Elisabet, Judit, Cecilia, Gunnil, Maria och Gunnil. En del av barnen kom att kalla sig Palmgren. 1654 ingick han ett nytt äktenskap med Ingrid Israelsdotter, dotter till kyrkoherde Israel Praetorius i Habo.